# Zsuzsanna Szőcs
Zsuzsanna Szőcs, née le 10 avril 1962 à Budapest, est une escrimeuse hongroise.

## Carrière
Zsuzsanna Szőcs participe aux Jeux olympiques d'été de 1980 ainsi qu'aux Jeux olympiques d'été de 1988 et  remporte la médaille de bronze dans l'épreuve du fleuret par équipe lors des deux éditions.